# Guria
La Guria (in georgiano გურია?) è una regione della Georgia, situata nella parte occidentale del paese, sulle rive del Mar Nero.

## Geografia fisica
La Guria confina a Nord-ovest con la regione di Samegrelo, a Nord con la regione di Imereti, ad Est con la regione di Samtskhe-Javakheti, a Sud con la Repubblica Autonoma d'Agiaria e ad Ovest è bagnata dal Mar Nero. 
La regione copre un'area di 2.033 km².
La regione della Guria è suddivisa amministrativamente in tre distretti:
- Ozurgeti
- Lanchkhuti
- Chokhatauri